# Элистинский городской округ
Элистинский городской округ или город Элиста — муниципальное образование со статусом городского округа и административно-территориальная единица (город республиканского значения) в составе Республики Калмыкия Российской Федерации.

## География
Географически округ расположен в центре Калмыкии. Площадь территории муниципального образования составляет 396,57 км² (в том числе в пределах городской черты — 92,36 км²).
Городской округ территориально состоит из двух частей.
Основная территория граничит:
- на севере, западе и востоке с Целинным районом,
- на юге с Приютненским районом.

Посёлки Лола и Максимовка образуют эксклав. Он граничит на северо-востоке с Целинным районом, на востоке и юге с Ики-Бурульским районом, на западе и севере с Приютненским районом.

## История
Элистинское городское муниципальное образование было образовано в 1997 году путём преобразования Элистинского горсовета. Тогда же были сформирована органы местного самоуправления — Элистинское городское Собрание, исполнительный орган — Мэрия.
Современные границы городского округа были установлены Законом Республики Калмыкия 25 декабря 2001 года № 150-II-З «Об установлении границ города Элисты».
В 2005 году Законом Республики Калмыкия от 25 апреля 2005 года № 202-III-З «О внесении изменений и дополнений в действующее законодательство Республики Калмыкия о местном самоуправлении» Элистинскому городскому муниципальному образованию было присвоено название «Город Элиста».
В 2016 году Законом Республики Калмыкия от 16 декабря 2016 года N 216-V-З «О внесении изменений и дополнений в действующее законодательство Республики Калмыкия о местном самоуправлении» было введено наименование Элистинский городской округ.

## Население
| 1959     | 1970     | 1979     | 1989     | 2000     | 2002     | 2008     | 2009     | 2010     |
| -------- | -------- | -------- | -------- | -------- | -------- | -------- | -------- | -------- |
| 26 424   | ↗49 827  | ↗72 615  | ↗92 009  | ↗105 969 | ↗108 511 | ↘106 598 | ↗106 730 | ↗108 289 |
| 2011     | 2012     | 2013     | 2014     | 2015     | 2016     | 2017     | 2018     | 2019     |
| ↘108 030 | ↗108 667 | ↗108 839 | ↘108 608 | ↗108 960 | ↘108 601 | ↘108 461 | ↘107 708 | ↘107 183 |
| 2020     | 2021     | 2024     | 2025     |          |          |          |          |          |
| ↗107 707 | ↘107 079 | ↗107 615 | ↗108 451 |          |          |          |          |          |

Согласно прогнозу Минэкономразвития России, численность населения будет составлять:
- 2024 — 104,74 тыс. чел.
- 2035 — 94,97 тыс. чел.

### Урбанизация
В городских условиях (город Элиста) проживают 95.97 % населения городского округа.

### Национальный состав
По данным Всероссийской переписи населения 2010 года:
| Национальность | Численность (чел.) | Процентное соотношение |
| -------------- | ------------------ | ---------------------- |
| Калмыки        | 71 541             | 66,06%                 |
| Русские        | 26 974             | 24,91%                 |
| Казахи         | 674                | 0,62%                  |
| Украинцы       | 485                | 0,45%                  |
| Армяне         | 331                | 0,31%                  |
| Цыгане         | 309                | 0,29%                  |
| Азербайджанцы  | 277                | 0,26%                  |
| Татары         | 273                | 0,25%                  |
| Другие         | 2 255              | 2,08%                  |
| Не указана     | 5 170              | 4,77%                  |
| Всего          | 108 289            | 100,00%                |

По итогам переписи населения 2020 года проживали следующие национальности (национальности менее 0,1 % и другое см. в сноске к строке «Другие»):
| Национальность | Численность, чел. | Доля     |
| -------------- | ----------------- | -------- |
| Калмыки        | 75 130            | 70,16 %  |
| Русские        | 18 632            | 17,40 %  |
| Казахи         | 576               | 0,54 %   |
| Туркмены       | 399               | 0,37 %   |
| Узбеки         | 277               | 0,26 %   |
| Азербайджанцы  | 225               | 0,21 %   |
| Армяне         | 223               | 0,21 %   |
| Украинцы       | 197               | 0,18 %   |
| Чеченцы        | 180               | 0,17 %   |
| Корейцы        | 179               | 0,17 %   |
| Даргинцы       | 176               | 0,16 %   |
| Татары         | 172               | 0,16 %   |
| Другие         | 10 713            | 10,01 %  |
| Итого          | 107 079           | 100,00 % |

## Состав округа
Распределение населения
 Элиста (95,97 %) Аршан (3,6 %) Остальные (0,43 %)
| № | Населённый пункт | Тип населённого пункта | Население |
| - | ---------------- | ---------------------- | --------- |
| 1 | Аршан            | посёлок                | ↘3900     |
| 2 | Лола             | посёлок                | ↘259      |
| 3 | Максимовка       | посёлок                | ↘89       |
| 4 | Салын            | посёлок                | ↗263      |
| 5 | Элиста           | город                  | ↗104 082  |

Помимо перечисленных населённых пунктов на территории городского округа находится посёлок Нарын, административно подчинённый Булуктинскому сельскому муниципальному образования Приютненского района Калмыкии.